# Sutton-Alpine
Pour les articles homonymes, voir Sutton.
Sutton-Alpine est une localité d'Alaska aux États-Unis dans le Borough de Matanuska-Susitna. Elle fait partie de la zone statistique métropolitaine d'Anchorage et avait une population de 1 447 habitants en 2010.

## Situation - climat
Elle est située entre les 84 km et 116 km de la Glenn Highway, à 18 km de Palmer.

Le paysage de Sutton-Alpine. Août 2017.

Les températures moyennes de janvier vont de -37 à 3 °C et de 7 à 29 °C en juillet.

## Histoire
Les Ahtnas et les Dena'inas habitent la région depuis plusieurs siècles. Pendant la période russe, à l'époque du commerce des fourrures, ils transportaient leur marchandise le long de la rivière Matanuska, jusqu'au fort Copper, à l'est.
Sutton a été fondée en 1918, au moment de l'exploitation du charbon à Chickaloon, en tant qu'arrêt ferroviaire du chemin de fer de l'Alaska, pour le transport du charbon. C'était aussi un important centre de lavage du minerai qui a fonctionné entre 1920 et 1922. Entre 1941 et 1945, la ville était devenue un camp pour les ouvriers qui travaillaient à la construction de la Glenn Highway. La poste a ouvert en 1948. Le charbon a encore été exploité jusqu'en 1968.
Actuellement, l'activité touristique est à la base de l'économie locale, avec commerces, hébergements et visite des bâtiments historiques datant de l'exploitation et du raffinage du charbon. Les habitants qui n'ont pas une activité locale vont travailler à Palmer, Wasilla ou Anchorage. Le centre de détention de Palmer est situé à proximité.

## Démographie
| 1940 | 1960 | 1970 | 1980 | 1990 | 2000  |
| ---- | ---- | ---- | ---- | ---- | ----- |
| 14   | 162  | 76   | 182  | 308  | 1 080 |

| 2010  | - | - | - | - | - |
| ----- | - | - | - | - | - |
| 1 447 | - | - | - | - | - |